# Lanzer See
Der Lanzer See liegt unweit von Basedow im Süden von Schleswig-Holstein (Kreis Herzogtum Lauenburg). Er ist bei km 55 mit dem westlich an ihm vorbeiführenden Elbe-Lübeck-Kanal verbunden.
Der Name des Sees geht auf die Gemeinde Lanze bei Basedow zurück.
Der See ist im Zuge eines Kiesabbaus entstanden (Baggersee) und befindet sich in Privateigentum. Am Seeufer liegt ein Campingplatz. Die kleine Insel im See darf aus Naturschutzgründen nicht betreten werden.

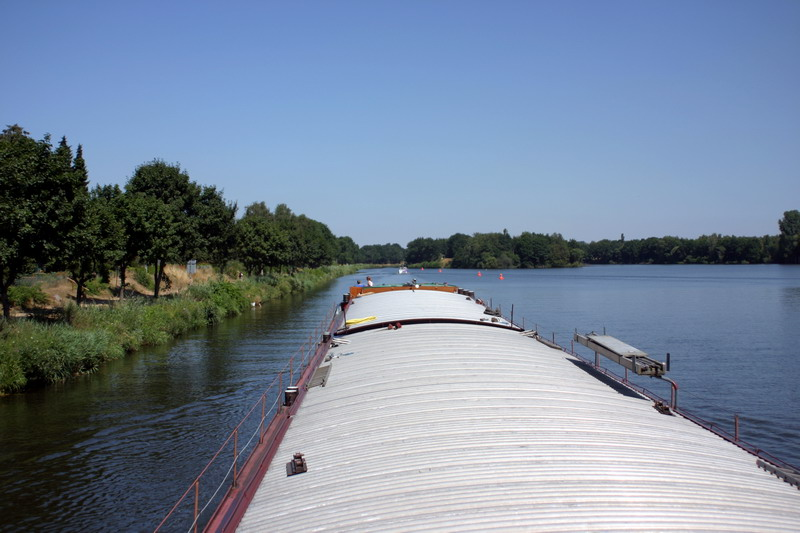
Einfahrt vom Elbe-Lübeck-Kanal in den Lanzer See
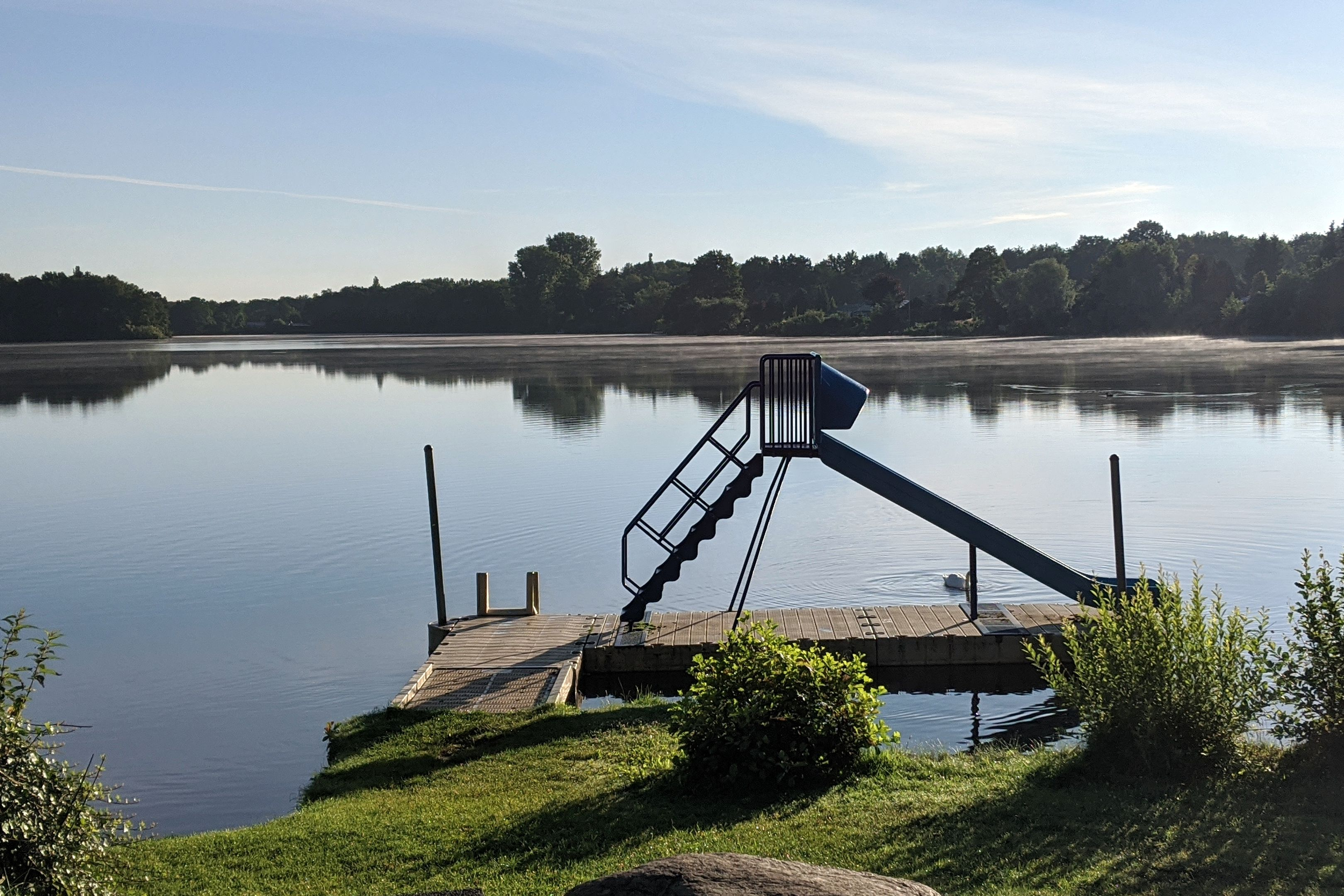
Badestelle am Südufer des Sees